# Tekući kristali
Tekući kristal je kemijska tvar koja se može naći u stanju sa svojstvima između tekućine i krutoga kristala, a čine ju donekle pravilno prostorno i orijentacijski uređene duguljaste ili plosnate molekule. Viskoznost tekućih kristala je velika, s najmanjom viskoznošću poput ljepila, pa sve do viskoznosti stakla. Unutar većeg ili manjega temperaturnog raspona mijenjaju boju reflektirane svjetlosti, ako su osvijetljeni bijelom svjetlošću, od crvene do ljubičaste, ovisno o temperaturi. U manjem temperaturnom rasponu mogu služiti za optičku indikaciju malih lokalnih temperaturnih razlika, što se na primjer koristi u medicini za lokalizaciju oboljelih mjesta na tijelu (upalni procesi ili slično). Takvi materijali danas pokrivaju temperaturno područje od približno –20 °C do +250 °C. Kako su sile između molekula koje održavaju unutarnju simetriju tekućih kristala slabe, struktura im se, osim promjenama temperature, može lako mijenjati i utjecajem mehaničkih sila i elektromagnetskoga polja. Neki tekući kristali pokazuju optičko svojstvo kružnoga dikroizma, kod kojega se svjetlosna zraka razdvaja tako da na nekoj valnoj duljini postaje kružno polarizirana, a na drugoj reflektirana. Kada bijela svjetlost padne na takvu tvar, boja reflektirane svjetlosti ovisi o kutu upadne svjetlosti. Korištenjem električnoga polja moguće je mijenjati orijentaciju (simetriju) molekula u tekućim kristalima, što omogućuje njihovu primjenu u elektroničkim zaslonima.

## LCD
LCD (engl. Liquid Crystal Display) je zaslon (ekran) temeljen na tehnologiji tekućih kristala. Danas se najčešće koriste u LCD monitorima u obliku aktivnih TFT LCD ekrana. TFT LCD ekran sastoji se od određenog broja piksela, koji su poredani ispred nekog svjetlosnog izvora (danas najčešće LED-ice, a donedavno CCFL cijevi). Troši relativno malo električne energije, te zauzima malo prostora. Tekuće kristale otkrio je još 1888. austrijski botaničar F. Reintzer, kada je proučavao tvar po imenu cholesteryl benzoate. Taljenjem te tvari dobio je mutnu tekućinu koja se hlađenjem bistrila i na kraju se kristalizirala. Međutim, tek je 1968. pronađena tvar koja je na sobnoj temperaturi imala ova svojstva.

## Vanjske poveznice
|  | Zajednički poslužitelj ima stranicu o temi Tekući kristali |